# Маккабі Бней Рейне
«Маккабі Бней Рейне» (араб. مكابي ابناء الرينة; івр. מכבי בני ריינה) — ізраїльський футбольний клуб з міста Рейне, заснований 2005 року.

## Історія
У 1990-х і 2000-х роках «Маккабі Бней Рейне» виступав у Лізі Гімель і не досяг значних досягнень. У 2008 році клуб було розформовано. У 2016 році клуб перезаснував місцевий бізнесмен Саїд Басул, і наприкінці сезону 2016–17 команда посіла перше місце в Лізі Гімель і підвищилась до Ліги Бет (четвертий дивізіон).
У Кубку Ізраїлю 2019–20 років кваліфікувався до 1/8 фіналу, де програв єрусалимському «Бейтару» з рахунком 1–3. Наприкінці сезону піднявся до Ліги Алеф. 23 вересня 2020 року клубний трибунал ІФА постановив, що «Рейне» зіграє в наступному сезоні в Лізі Алеф після того, як попередній турнір був припинений через епідемію COVID-19.
6 травня 2022 року клуб вперше в історії піднявся до ізраїльської Прем'єр-ліги після перемоги з рахунком 1–0 над «Хапоелем» (Умм-аль-Фахм). Таким чином, команда за три роки пройшла шлях від третього дивізіону до Прем'єр-ліги.

## Клубні кольори
|  |  |

## Стадіон
До 2021 року клуб грав на муніципальному стадіоні міста Рейне.
Після того, як клуб підвищився до Ліги Леуміт, переїхав на стадіон «Грін», Ноф-га-Галіль, оскільки муніципальний стадіон не відповідав вимогам змагань Ліги Леуміт.

## Досягнення
- Ліга Леуміт
  - Чемпіон (1): 2021-22